# 코빈 번슨
코빈 번슨(Corbin Bernsen, 1954년 9월 7일~)은 미국의 배우이다.

## 출연 작품

### 영화
- 가면의 정사
- 욕망의 덫
- 스펌 뱅크
- 글래스 루츠
- 못말리는 고스트
- 의문의 상속자
- 킬링 박스
- 파이널 미션
- 트리플 플레이
- 메이저 리그 2
- 정의의 사총사
- 이중 가면
- 방송국 사고 파티
- 뉴에이지
- 소프트 킬
- 인터 셉터 2
- 커버 미
- 살인 게임
- 위험한 정부
- 바자
- 마녀
- 화이트 히어로
- 서키트 브레이커
- 덴티스트
- 브루드하운드 2
- 카운터 피트
- 케이프 - TV 시리즈
- 케이프 - 파일럿
- 제시의 위험한 선택
- 다니엘 스틸 - 진정한 사랑
- 블랙 스톰
- 브루드 하운드
- 파이널 미션
- 메이저 리그 3
- 할리퀸 - 그녀의 알리바이
- 덴티스트 2 - 이프
- 키스 오브 스트레인저
- 파이널 페이백
- 레인저스
- 킬러 인스팅트 - 제닝스 윌하이트 역
- 박쥐 2
- 킹스 고질라
- 아포칼립스 4
- 트위스터 3 - 아토믹 트위스터
- 아이 소 마이 키싱 산타클로스
- 데드 어버브 그라운드
- 사랑은 살며시 다가오고
- 컴퍼니 유 킵 - 포인 덱스터 역
- 데이 알 어밍 어스
- 키스 키스 뱅뱅 - 하랜 덱스터 역
- 레이지 샤크
- 카풀 가이
- 은밀한 본능 - 존 웨인 역
- 파이러트 캠프
- 바이퍼스 - 버튼 역
- 컨페션스 오브 고고 걸
- 데드 에어
- 도나 온 디멘드
- 러스트
- 25 힐 - 로이 역
- 슈잉 더 데블 - 베리 포크 역
- 캘린더 걸
- 레이디 겜블러
- 3 데이 데스트 - 톰 역
- 고든 패밀리 트리 - 론 역
- 더 라스트 스트로
- 패스트트랙: 무한 질주
- 데드 맨 라이징
- 멕시칸잡
- 제시카 프로스트

### 드라마
- 웨스트 윙 시즌 1 (NBC)
- 싸이크 1 (USA Network)
- 마스터즈 오브 호러 시즌 2 에피소드 12 - 나는 살고 싶다 (Showtime)
- 싸이크 2 (USA Network)
- 싸이크 3 (USA Network)
- 싸이크 5 (USA Network)
- 싸이크 6 (USA Network) - 헨리 스펜서 역
- 싸이크 7 (USA Network)